# Le Camion blanc
Pour l’article homonyme, voir Camion Blanc.
Pour plus de détails, voir Fiche technique et Distribution.
Le Camion blanc est un film français réalisé par Léo Joannon, sorti en 1943.

## Synopsis
Shabbas, flamboyant administrateur de biens, recherche un conducteur de camion impérativement né un 21 août à midi pour lui confier une mystérieuse mission. Le jeune François Ledru correspond aux critères. A l'effroi de sa fiancée Germaine, il part donc pour un périple au volant du camion blanc de Shabbas, accompagné de son ami Ernest. En route, la reine des Gitans les rejoint : c'est la dépouille de son époux qu'il s'agit de convoyer. Le voyage se révèle plein d'embûches dues à la rivalité entre Gitans du nord, menés par Shabbas, et Gitans du sud, sous la tutelle de Courbassié.

## Fiche technique
- Réalisation : Léo Joannon, assisté de Gilles Grangier
- Scénario : Léo Joannon et André-Paul Antoine
- Dialogues : André Cayatte
- Photographie : Nicolas Toporkoff
- Décors : Jean Douarinou[1]
- Son : Marcel Courmes et Robert Ivonnet
- Musique : Louis Pasquier[2] et Roger Roger
- Montage : Jacques Grassi
- Production : Léo Joannon pour la MAIC (Maîtrise artisanale de l'industrie cinématographique)
- Pays de production :  France
- Format : Noir et blanc - 35 mm - 1,37:1 - Mono
- Genre : Comédie dramatique
- Durée : 112 minutes (1 h 52)
- Date de sortie :
  - France : 24 mars 1943

## Distribution
- Jules Berry : Shabbas
- Blanchette Brunoy : Germaine
- François Périer : François Ledru
- Marguerite Moreno : la reine des Gitans
- Fernand Charpin : Courbassié
- Roger Karl : Acho
- Mila Parély : Mme Dupont
- Jean Parédès : Ernest
- Charles Lemontier et Marcelle Monthil : les parents de Germaine
- Edmond Beauchamp : un gitan
- Robert Berri : le pompiste
- Georges Bever : le contrôleur
- Jean-Marie Boyer
- Olivier Darrieux
- Jean-François Martial
- André Nicolle
- Maurice Schutz

## Autour du film
Le film est produit par la MAIC, société de production au service de la propagande du régime de Vichy, dont Alfred Greven, directeur de la Continental, a fait confier les clés à Léo Joannon, pilier du cinéma de la collaboration. François Vinneuil (alias Lucien Rebatet) salue d'alleurs le film dans Je suis partout, non sans trouver sa fin puérile. Les éléments de la trame du film (fortune des Gitans, périple, voire roi des Gitans) sont sans rapport avec la réalité gitane.